# El Fresno (Ávila)
El Fresno es un municipio de España perteneciente a la provincia de Ávila, en la comunidad autónoma de Castilla y León. Tiene una población de 591 habitantes (INE 2024).

## Símbolos
El escudo heráldico y la bandera que representan al municipio fueron aprobados oficialmente el 4 de diciembre de 2002. El escudo se blasona de la siguiente manera:

De plata, cargado de fresno de sinople, calzado de gules, cargado a su diestra de haz de espigas de oro y a su siniestra de cabeza de oveja de plata, al timbre corona real cerrada.
Boletín Oficial de Castilla y León nº 23 de 4 de febrero de 2003

La descripción textual de la bandera es la siguiente:

Bandera rectangular de proporciones 2:3, formada por tres franjas horizontales en proporciones 2:3, formada por tres franjas horizontales en proporciones 3/5, 1/5 y 1/5, siendo roja con un fresno blanco la superior, blanca la intermedia y verde la inferior.
Boletín Oficial de Castilla y León nº 23 de 4 de febrero de 2003

## Geografía
Ubicación
El municipio está situado en el Valle de Amblés, integrado en la comarca de Ávila, en la ribera del río Adaja, rodeado por la sierra de Ávila al norte. Se encuentra a 10 km de la capital abulense. El término municipal está atravesado por la carretera N-110 en el pK 262. La altitud oscila entre los 1170 m en las estribaciones de la sierra de Ávila y los 1070 m a orillas del río Adaja. El pueblo se alza a 1075 m sobre el nivel del mar. 
| Noroeste: La Colilla y La Serrada | Norte: La Colilla | Noreste: Ávila |
| Oeste: La Serrada y Salobral      |                   | Este: Ávila    |
| Suroeste: Salobral                | Sur: Gemuño       | Sureste: Ávila |

## Historia
A mediados del siglo XIX, el lugar tenía contabilizada una población de 410 habitantes, incluida la de su barrio de Merino. Aparece descrito en el octavo volumen del Diccionario geográfico-estadístico-histórico de España y sus posesiones de Ultramar de Pascual Madoz de la siguiente manera: 

FRESNO: v. con ayunt. en la prov.de Soria (11 leg.), part. jud. de El Burgo de Osma, residencia del diocesano (3), aud. terr. y c. g. de Burgos (23): sit. en una deh. entre un r. llamado Grande, y una acequia; goza de buena ventilacion escepto por el O., y su clima es propenso á tercianas y cuartanas por la abundancia de aguas: tiene 50 casas; la consistorial; 3 pósitos pios que reunen un fondo de 122 fan. 5 celemines y 1/2 de centeno; escuela de instruccion primaria frecuentada por 28 alumnos de ambos sexos, á cargo de un maestro dotado con 12 fan. de centeno; una posada pública; una fuente de buenas aguas construida en 1842; una igl. parr. de primer ascenso (la Asuncion) servida por un cura de provision ordinaria en concurso; el cementerio se halla fuera de la pobl. en parage que no ofende á la salubridad pública, é inmediata á las casas hay una ermita (la Soledad) térm.: confina N. Navapalos é Inés; E. Villanueva; S. Sta. Maria del Val, y O. desp. de San Juan de Adanta: el terreno participa de montuoso y llano, en lo general es de inferior calidad, no obstante el riego que proporcionan el mencionado r. y el Adanta, que tambien atraviesa la jurisd.; hay una deh., un monte robledal, un plantío y varios huertos. caminos: ademas de los locales, atraviesan la v. 2 que desde San Esteban y Ayllon dirigen á Aragon y Atienza. correo: se recibe y despacha en la adm. del Burgo. prod.: trigo, centeno, cebada, patatas, hortalizas y alguna fruta; se cria ganado lanar y cabrio, y caza de diferentes especies. ind.: la agricola y un molino harinero. comercio: está reducido á la importacion de los cereales que faltan, y los demas art. de consumo que no produce el terreno. pobl.: 52 vec., 210 alm. cap. imp.: 49,557 rs. presupuesto municipal: 1,498 rs., se cubre con lo que producen en arrendamiento, la posada y molino, correspondientes á los propios y en caso de déficit se hace un repartimiento vecinal.
(Madoz, 1847, p. 188)

## Demografía
El Fresno cuenta con una población de 591 habitantes (INE 2024).
| Gráfica de evolución demográfica de El Fresno entre 1842 y 2021 |
| |
| Población de derecho según los censos de población del INE. Población de hecho según los censos de población del INE.En este censo se denominaba Fresno y Merino: 1842. |

## Fiestas
- Las Toras: Se celebran por el día de San Antón, en enero. Las Toras tienen como misión asustar y «acornar» a todo aquel que se cruza en su camino. Su indumentaria consta de un saco de arpillera que cubre su cabeza y tronco, piernas cubiertas con sacos de papel sujetos con cuerdas y cuernos de vaca que llevan en las manos. Se trata de un tradición ancestral dentro de las Mascaradas de invierno que se celebran en Castilla y León.[5]
- San Blas: Se celebra el día 3 de febrero.[cita requerida]
- El fin de semana antes del Corpus Christi (suele ser últimos de mayo o primeros de junio), en honor a la "Santísima Trinidad".[cita requerida]
- Semana Cultural (última semana de julio).[cita requerida]